# Теорема Абеля (аналіз)
Теорема Абеля — результат теорії степеневих рядів, названий на честь норвезького математика Нільса Абеля.

## Твердження
Нехай {\displaystyle \textstyle f(x)=\sum _{n\geqslant 0}a_{n}x^{n}} — степеневий ряд
з комплексними коефіцієнтами і радіусом збіжності {\displaystyle R}.
Якщо ряд {\displaystyle \textstyle \sum _{n\geqslant 0}a_{n}R^{n}}
є збіжним, тоді :

## Доведення
Заміною змінних {\displaystyle u=x/R}, можна вважати {\displaystyle R=1}. Також (необхідним підбором {\displaystyle a_{0}}) можна припустити {\displaystyle \textstyle \sum a_{n}=0}. Позначимо {\displaystyle S_{n}} часткові суми ряду {\displaystyle \textstyle \sum a_{n}}. Згідно з припущенням {\displaystyle \lim _{n\to \infty }S_{n}=0} і потрібно довести, що {\displaystyle \lim _{x\to 1^{-}}f(x)=0}.
Розглянемо {\displaystyle x\in [0,1]}. Тоді (прийнявши {\displaystyle S_{-1}=0}) :
Звідси одержується {\displaystyle \textstyle f(x)=(1-x)\sum _{n=0}^{\infty }S_{n}x^{n}}.
Для довільного {\displaystyle \varepsilon >0} існує натуральне число {\displaystyle N_{0}}, що {\displaystyle |S_{n}|\leq \varepsilon } для всіх {\displaystyle n>N_{0}}, тому :
Права частина прямує до {\displaystyle \varepsilon } коли {\displaystyle x} прямує до 1, зокрема вона є меншою {\displaystyle 2\varepsilon } при прямуванні {\displaystyle x} до 1.

## Приклади

### Приклад 1
Візьмемо {\displaystyle \textstyle f(x)=\sum _{n\geqslant 1}{\frac {(-1)^{n+1}x^{n}}{n}}=\ln(1+x)}. Оскільки ряд {\displaystyle \textstyle \sum _{n\geqslant 1}{\frac {(-1)^{n+1}}{n}}} збігається, маємо: 

### Приклад 2
Візьмемо {\displaystyle \textstyle g(x)=\sum _{n\geqslant 0}{\frac {(-1)^{n}x^{2n+1}}{2n+1}}=\arctan(x)}. Ряд {\displaystyle \textstyle \sum _{n\geqslant 0}{\frac {(-1)^{n}}{2n+1}}} збігається, тому : 